# Nasrin Husseini
Nasrin Husseini est une défenseure canadienne des réfugiés, chercheuse vétérinaire et militante de l'alimentation, née en Afghanistan, qui travaille à refaire le système alimentaire. Ses recherches portent sur l'amélioration de la santé animale grâce à l'élevage et à l'amélioration de la productivité des aliments dérivés des animaux de ferme,,. En 2021, elle faisait partie de la liste 100 Women de la BBC , qui comprend les femmes les plus inspirantes et les plus influentes au monde.

## Biographie
Nasrin Husseini est née en Afghanistan et a passé son enfance en tant que réfugiée en Iran. Après la chute des talibans, elle est retournée en Afghanistan en 2004. Elle faisait partie de la deuxième promotion de femmes à obtenir son diplôme de médecine vétérinaire à l' Université de Kaboul en 2010.
En 2010, elle a déménagé à Toronto, au Canada, en tant que réfugiée en raison de la discrimination qu'elle a subie en tant que femme instruite en Afghanistan, et elle s'est inscrite à l'université de Guelph,. Sa famille l'a rejoint au Canada en 2018. Elle a obtenu une maîtrise ès sciences en immunologie en 2020, avec sa thèse sur la résilience des bovins de boucherie à réponse immunitaire élevée dans le contexte du changement du climat (2020). Après avoir obtenu son diplôme, Husseini a commencé à travailler pour l’Université de Guelph en tant que chercheur vétérinaire dans le laboratoire d’immunologie,.
En 2021, Husseini faisait du bénévolat pour les services humanitaires Hazara à Brampton, aidant le peuple Hazara d'Afghanistan à s'installer au Canada, ; et pour le programme Bookies Youth, promouvant l'alphabétisation et la narration afghanes pour les enfants.